# Пулер (Джорджія)
Пулер (англ. Pooler) — місто (англ. city) в США, в окрузі Четем штату Джорджія. Населення — 25 711 особа (2020).

## Географія
Пулер розташований за координатами 32°6′7″ пн. ш. 81°15′18″ зх. д. / 32.10194° пн. ш. 81.25500° зх. д. (32.101858, -81.254989).  За даними Бюро перепису населення США в 2010 році місто мало площу 78,62 км², з яких 76,12 км² — суходіл та 2,50 км² — водойми. В 2017 році площа становила 72,12 км², з яких 70,47 км² — суходіл та 1,65 км² — водойми.

## Демографія
Згідно з переписом 2010 року, у місті мешкало 19 140 осіб у 7300 домогосподарствах у складі 5183 родин. Густота населення становила 243 особи/км².  Було 8033 помешкання (102/км²).
Расовий склад населення:
| - 65,4 % — білих - 25,4 % — чорних або афроамериканців - 3,8 % — азіатів - 0,2 % — корінних американців - 0,1 % — вихідців з тихоокеанських островів - 2,2 % — осіб інших рас |

До двох чи більше рас належало 2,9 %. Частка іспаномовних становила 6,6 % від усіх жителів.
За віковим діапазоном населення розподілялося таким чином: 26,2 % — особи молодші 18 років, 66,2 % — особи у віці 18—64 років, 7,6 % — особи у віці 65 років та старші. Медіана віку мешканця становила 33,2 року. На 100 осіб жіночої статі у місті припадало 97,3 чоловіків;  на 100 жінок у віці від 18 років та старших — 92,9 чоловіків також старших 18 років.
Середній дохід на одне домашнє господарство  становив 83 488 доларів США (медіана — 66 161), а середній дохід на одну сім'ю — 93 584 долари (медіана — 75 767). Медіана доходів становила 62 881 долар для чоловіків та 35 438 доларів для жінок. За межею бідності перебувало 7,6 % осіб, у тому числі 11,9 % дітей у віці до 18 років та 7,0 % осіб у віці 65 років та старших.
Цивільне працевлаштоване населення становило 10 514 особи. Основні галузі зайнятості: виробництво — 15,6 %, освіта, охорона здоров'я та соціальна допомога — 15,6 %, роздрібна торгівля — 14,5 %.